# Список умерших в 1965 году
В этой статье представлен список известных людей, умерших в 1965 году.
- См. также: Категория:Умершие в 1965 году

## Январь
- 1 января — Митрофан Кононенко (64) — украинский советский театральный актёр.
- 2 января — Бяшим Нурали (64) — основоположник нового искусства Туркмении, первый народный художник Туркменской ССР.
- 2 января — Никита Яцина (50) — участник Великой Отечественной войны, полный кавалер ордена Славы.
- 3 января — Семён Косберг (61) — советский инженер, эксперт в области авиационных двигателей и ракетных двигателей, Доктор технических наук.
- 3 января — Андрей Лебединский (62) — физиолог и биофизик, академик АМН СССР.
- 3 января — Александр Поскрёбышев (73) — генерал-майор, в 1928—1952 годах — личный секретарь И. В. Сталина.
- 4 января — Томас Элиот (76) — американо-английский поэт, драматург и литературный критик, представитель модернизма в поэзии.
- 5 января — Владимир Сосюра (67) — украинский советский поэт.
- 5 января — Леонид Чугуевский (43) — Герой Советского Союза.
- 8 января — Борис Барнет (62) — советский кинорежиссёр.
- 8 января — Иоганн Пауль Кремер (81) — немецкий хирург, профессор анатомии Вестфальского университета имени Вильгельма, врач концлагеря Освенцим.
- 8 января — Карл фон Кайсслер (92) — австрийский ботаник, известный своими многочисленными публикациями по лихенологии.
- 11 января — Альберт Виктор Александер (79) — британский государственный и военный деятель. С 1946 по 1950 гг министр обороны Великобритании.
- 13 января — Степан Афанасьев (71) — советский государственный и партийный деятель, председатель Ленинградского СНХ.
- 13 января — Василий Буфетов (44) — Герой Советского Союза.
- 14 января — Соломон Вайсблат (77) — учёный-медик в области стоматологии и челюстно-лицевой хирургии. Доктор медицинских наук, профессор, заслуженный деятель науки УССР.
- 15 января — Николай Горлинский (57) — деятель НКВД — КГБ , начальник Управления МГБ по Ленинградской области (1949—1951), генерал-лейтенант.
- 15 января — Амо Елян (62) — видный советский государственный и военно-промышленный деятель.
- 17 января — Пётр Дзюба (49) — майор Рабоче-крестьянской Красной Армии, участник Великой Отечественной войны, Герой Советского Союза.
- 17 января — Дмитрий Колесников (63) — советский военачальник, генерал-майор, участник Гражданской войны в Испании и Великой Отечественной войны.
- 17 января — Александр Сироткин (74) — советский военачальник и руководящий сотрудник войск НКВД.
- 21 января — Рейно Хелисмаа (51) — финский певец и автор песен.
- 24 января — Иван Воробьёв (45) — участник Великой Отечественной войны, Герой Советского Союза.
- 24 января — Уинстон Черчилль (90) — британский государственный и политический деятель, премьер-министр Великобритании в 1940—1945 и 1951—1955 годах, военный, журналист, писатель, лауреат Нобелевской премии по литературе (1953).
- 24 января — Николай Лосский (94) — выдающийся представитель русской религиозной философии, один из основателей направления интуитивизма в философии.
- 25 января — Винценц Диттрих (71) — австрийский футболист и футбольный тренер.
- 26 января — Фёдор Печенюк (58) — командир 205-го гвардейского стрелкового полка 70-й гвардейской стрелковой дивизии 13-й армии Центрального фронта, гвардии подполковник.
- 29 января — Роберт Зайчик (96) — швейцарский историк литературы, философ, писатель и художественный критик.

## Февраль
- 5 февраля — Анастасий Вонсяцкий (66) — политический деятель Русского Зарубежья, один из лидеров ВФП.
- 7 февраля — Филипп Лекарев — Герой Советского Союза.
- 9 февраля — Борис Борин-Шварцман (65) — советский театральный режиссёр.
- 9 февраля — Константин Соболев (44) — Герой Советского Союза.
- 10 февраля — Михаил Иванов (41) — Герой Советского Союза.
- 10 февраля — Василий Липатов (68) — русский советский композитор, автор песен и музыки к драматическим спектаклям.
- 15 февраля — Нат Кинг Коул (45) — популярный американский джазовый пианист и певец; рак лёгких.
- 18 февраля — Иван Книжник-Ветров (86) — российский публицист, историк, библиограф, философ-анархист.
- 19 февраля — Иван Неуструев (49) — Герой Советского Союза.
- 20 февраля — Максим Греков (42) — советский актёр, заслуженный артист РСФСР.
- 21 февраля — Павел Жученко (61) — полковник артиллерии, Герой Советского Союза.
- 21 февраля — Малколм Икс (39) — американский деятель негритянского движения; убит.
- 22 февраля — Петер Мартин Лампель (60) — немецкий драматург, новеллист и художник.
- 23 февраля — Стэн Лорел (74) — комедийный актёр, сценарист и режиссёр; инфаркт миокарда.
- 24 февраля — Анатолий Брейдо (62) — генерал-лейтенант артиллерии.
- 23 февраля — Герберт Цукурс (64) — латвийский лётчик, конструктор, журналист, военный преступник; убит спецслужбами Израиля.
- 26 февраля — Флавиан Жиженков (61) — советский политический деятель, 1-й секретарь Гомельского областного комитета КП(б) Белоруссии (1938—1946).
- 28 февраля — Адольф Шерф (74) — Федеральный президент Австрии (1957—1965)

## Март
- 1 марта — Сергей Лукьянов (54) — советский актёр театра и кино.
- 1 марта — Яков Швачко (50) — Герой Советского Союза.
- 2 марта — Михаил Церетели (86) — грузинский князь, историк, филолог, социолог, публицист и дипломат.
- 3 марта — Винцас Виткаускас (74) — литовский и советский военачальник, генерал-лейтенант.
- 3 марта — Николай Орлов (69) — Участник Первой мировой войны, Гражданской войны, Великой Отечественной войны. генерал-майор.
- 5 марта — Константин Пангало (81) — селекционер-овощевод, доктор биологических наук.
- 7 марта — Лев Чикаленко (77) — украинский археолог, учёный, педагог, общественно-политический деятель.
- 9 марта — Казис Борута (60) — литовский писатель.
- 10 марта — Натан Базилевский-Блюмкин (67) — русский советский драматург и журналист.
- 10 марта — Мехти Гусейн (55) — азербайджанский советский писатель и критик. Лауреат Сталинской премии третьей степени (1950). Член ВКП(б) с 1941 года.
- 11 марта — Таир Жароков (56) — казахский советский поэт.
- 11 марта — Георгий Тушкан (60) — советский писатель, автор приключенческих и фантастических произведений.
- 13 марта — Феофан (Ноли) (83) — Премьер-министр Албании (1924)
- 19 марта — Георге Георгиу-Деж (63) — румынский политик-коммунист, глава Румынии (на разных должностях) с 1948 до своей смерти.
- 19 марта — Пётр Козланюк (60) — украинский советский писатель, литературный критик.
- 21 марта — Афанасий Буценко (76) — советский государственный и партийный деятель, председатель Исполнительного комитета Дальне-Восточного краевого Совета (1931—1933).
- 22 марта — Григорий Блинов (62) — советский военный учёный, генерал-лейтенант артиллерии.
- 24 марта — Томас Паркер (81) — австралийский гребец. Участник летних Олимпийских игр 1912 года.
- 25 марта — Вячеслав Ткачёв (79) — генерал-майор авиации, выдающийся военный лётчик, Георгиевский кавалер.
- 25 марта — Сандро Эули (75) — грузинский советский поэт.
- 28 марта — Иван Болдин (72) — советский военачальник, участник 1-й и 2-й мировых войн.
- 28 марта — Давид Заславский (85) — российский и советский публицист, литературовед, критик и партийный деятель; активный участник травли Мандельштама и Пастернака.
- 30 марта — Андрей Волынец (61) — Герой Советского Союза.
- 30 марта — Михаил Проворов (47) — учёный, лесовод.

## Апрель
- 1 апреля — Яков Воробьёв (65) — Герой Советского Союза.
- 2 апреля — Эрнст Кирхвегер (67) — австрийский общественный и политический деятель.
- 2 апреля — Василий Ципанович (62) — советский военный деятель.
- 7 апреля — Михаил Каюкин — Герой Советского Союза.
- 9 апреля — Антон Лопатин (68) — Герой Советского Союза.
- 9 апреля — Даниил Погребной — Герой Советского Союза.
- 9 апреля — Григорий Шимановский (74) — начальник центральной базы Министерства обороны СССР, генерал-майор.
- 10 апреля — Каролина Отеро (96) — французская певица и танцовщица испанского (галисийского) происхождения, звезда и символ «прекрасной эпохи».
- 11 апреля — Оскарс Данкерс (82) — латвийский генерал, офицер российской царской армии.
- 12 апреля — Николай Копылов (55) — Герой Советского Союза.
- 17 апреля — Николай Киселёв (80) — выдающийся русский и советский учёный-книговед, библиограф, палеограф.
- 19 апреля — Павел Свирепкин (51) — Герой Советского Союза.
- 20 апреля — Михаил Астангов (64) — советский актёр театра и кино, Народный артист СССР (1955).
- 21 апреля — Зоя Гайдай (62) — оперная певица (сопрано), педагог, народная артистка СССР (1944).
- 23 апреля — Арсений Насонов (66) — русский советский историк, археограф, источниковед, историко-географ.
- 25 апреля — Иван Головин (44) — Герой Советского Союза.
- 27 апреля — Амбарцум Бек-Назаров (73) — актёр, народный артист Армянской ССР.
- 27 апреля — Иван Бражник (67) — советский спортсмен, тренер и педагог; по спортивной гимнастике.
- 27 апреля — Эдвард Марроу (57) — известный американский теле- и радиожурналист.
- 30 апреля — Андрей Крамаренко (46) — капитан Советской Армии, участник Великой Отечественной войны, Герой Советского Союза.

## Май
- 3 мая — Андрей Арендт (74) — основоположник советской детской нейрохирургии.
- 4 мая — Исраэль Бар-Йехуда (69) — израильский политический и государственный деятель, министр внутренних дел Израиля, министр транспорта Израиля.
- 6 мая — Люне Янушите — литовская фельетонистка, переводчица, автор пьес, юмористических романов.
- 8 мая — Густавс Ванагс (74) — советский агрохимик, специалист по органической химии.
- 8 мая — Пётр Попов (67) — футбольный тренер.
- 8 мая — Андрей Самусев (56) — Герой Советского Союза.
- 9 мая — Николай Денисевич (72) — советский военачальник.
- 9 мая — Леопольд Фигль (62) — федеральный канцлер Австрии (1945—1953)
- 10 мая — Карл Бурман (82) — эстонский архитектор.
- 14 мая — Григорий Бежанов — деятель НКВД, генерал-майор.
- 14 мая — Иннокентий (Сокаль) — епископ Русской православной церкви, епископ Смоленский и Дорогобужский.
- 14 мая — Леонтий (Туркевич) (88) — видный деятель Русской Православной Греко-Кафолической Церкви в Северной Америке.
- 14 мая — Иван Смирнов (56) — советский историк, доктор исторических наук, профессор ЛГУ.
- 18 мая — Евгений Иванов-Барков (73) — советский кинорежиссёр и киносценарист.
- 18 мая — Эли Коэн (40) — легендарный израильский разведчик; повешен по приговору суда в Дамаске.
- 20 мая — Антон Жебрак (63) — советский генетик и селекционер.
- 21 мая — Владимир Ратомский (73) — советский актёр кино.
- 22 мая — Анастасий (Грибановский) (91) — епископ Православной Российской Церкви.
- 22 мая — Мария Бриан (78) — русская советская певица (лирическое сопрано) и педагог.
- 24 мая — Мурзахмет Бекжанов (32) — советский государственный и партийный деятель, народный комиссар рыбной промышленности Казахской ССР (1944—1945).
- 24 мая — Алексей Максимов (66) — советский актёр театра и кино, режиссёр, педагог.
- 25 мая — Константин Годунов (72) — советский воздухоплаватель.
- 25 мая — Санни Бой Уильямсон II (род. в 1899) — американский блюзовый музыкант, прославившийся мастерской игрой на гармонике.
- 29 мая — Владимир Гардин(88) — советский актёр, народный артист СССР.
- 30 мая — Луи Ельмслев (65) — датский лингвист, основатель Копенгагенского лингвистического кружка.

## Июнь
- 5 июня — Виктор Канарёв (58) — Герой Советского Союза
- 5 июня — Элинор Фарджон (84) — английская детская писательница.
- 8 июня — Иван Сиренко (55) — Герой Советского Союза.
- 9 июня — Пётр Алейников (50) — известный советский киноактёр.
- 9 июня — Константин Петровский (73) — Герой Советского Союза.
- 10 июня — Алексей Гундорин (73) — советский военный деятель, начальник КВОКУ, генерал-лейтенант артиллерии.
- 10 июня — Макс Рихнер (68) — швейцарский писатель журналист, переводчик, литературный критик.
- 11 июня — Мульки Байрамов (55) — Герой Советского Союза.
- 13 июня — Мартин Бубер (87) — немецко-еврейский экзистенциальный философ, теоретик сионизма.
- 13 июня — Искак Ибраев (54) — Герой Советского Союза.
- 16 июня — Лидия Клемент (26) — советская эстрадная певица.
- 19 июня — Леонид Поляков (58) — русский советский архитектор.
- 20 июня — Николай Евстафьев (40) — Герой Советского Союза.
- 21 июня — Пётр Бучкин (79) — русский советский художник, живописец, график, иллюстратор, педагог.
- 21 июня — Иван Елохин (42) — полный кавалер ордена Славы.
- 22 июня — Дэвид Селзник (63) — один из самых успешных продюсеров в истории Голливуда.
- 25 июня — Агададаш Гурбанов (54) — советский азербайджанский актёр, народный артист Азербайджанской ССР.
- 25 июня — Анатолий Обухов (42) — Герой Советского Союза.
- 28 июня — Леон Николь (78) — швейцарский политический деятель, разведчик.
- 28 июня — Николай Смирнов (48) — Герой Советского Союза.

## Июль
- 1 июля — Бенджамин Грюнберг (89) — американский ботаник и педагог.
- 1 июля — Александр Сучков — Герой Советского Союза.
- 3 июля — Иван Антипов-Каратаев (76) — русский и советский почвовед, академик АН Таджикской ССР (1951).
- 5 июля — Павел Рослик — Герой Советского Союза.
- 5 июля — Николай Сазонов (58) — Герой Советского Союза.
- 7 июля — Вероника Тушнова (50) — русская советская поэтесса, член Союза писателей СССР (1946); рак.
- 7 июля — Моше Шарет (70) — первый в истории Израиля министр иностранных дел и второй премьер-министр Израиля.
- 9 июля — Георгий Артёмов (73) — российский живописец, график, скульптор, сценограф.
- 10 июля — Пётр Игнатьев (47) — участник Великой Отечественной войны, Герой Советского Союза.
- 10 июля — Евгения Пастернак (66) — советская художница, первая жена Бориса Пастернака, мать литературоведа Евгения Пастернака.
- 11 июля — Леонид Колотилов (70) — участник Великой Отечественной войны, Герой Советского Союза, гвардии генерал-майор.
- 12 июля — Николай Береснёв (72) — советский режиссёр театра и кино, сценарист. Герой Первой мировой войны, полный Георгиевский кавалер.
- 12 июля — Михаил Габович (59) — советский солист балета, балетмейстер и педагог.
- 12 июля — Гурий (Егоров) — епископ Русской Церкви, митрополит Ленинградский и Ладожский.
- 12 июля — Константин Санников (69) — советский режиссёр, актёр. Народный артист Белорусской ССР.
- 16 июля — Анатолий Шаманский (46) — участник Великой Отечественной войны, Герой Советского Союза.
- 17 июля — Прокофий Романенко (58) — новатор колхозного производства, председатель колхоза «Ленинский шлях».
- 18 июля — Анушаван Арзуманян (61) — советский экономист, кандидат экономических наук, профессор, академик АН СССР.
- 18 июля — Григорий Афанасьев (69) — деятель советских спецслужб, полковник госбезопасности.
- 20 июля — Иван Вахрамеев (79) — российский революционер. Участник Первой мировой, Гражданской и Великой Отечественной войн.
- 21 июля — Владимир Массальский (45) — командир роты автоматчиков 270-го стрелкового полка 136-й стрелковой дивизии 67-й армии Ленинградского фронта, капитан, Герой Советского Союза.
- 23 июля — Зиновий Львович (55) — советский художник-график. Заслуженный деятель искусств КАССР.
- 24 июля — Емельян Борейко (48) — председатель колхоза, депутат Верховного Совета РСФСР двух созывов.
- 27 июля — Владимир Поликовский (60) — крупный советский учёный, конструктор, инженер.
- 28 июля — Дмитрий Вдовиченко (65) — деятель РККФ, командир 85-й морской стрелковой бригады, капитан 1-го ранга.
- 30 июля — Александр Жуков (66) — советский актёр.
- 30 июля — Иван Иванов (41) — Герой Советского Союза.
- 30 июля — Дзюнъитиро Танидзаки (79) — японский писатель, драматург.
- 31 июля — Георгий Шубников (62) — генерал-майор инженерно-технической службы, начальник строительства космодрома Байконур.

## Август
- 3 августа — Владимир Антонов-Саратовский (Антонов) (81) — советский государственный и партийный деятель, председатель Донецкого губернского революционного комитета.
- 3 августа — Иван Васильков (60) — полковник Советской Армии, участник Великой Отечественной войны, Герой Советского Союза.
- 3 августа — Иосиф Гришашвили (76) — грузинский советский поэт. Народный поэт Грузинской ССР.
- 7 августа — Фрида Вигдорова (50) — советская писательница и журналистка.
- 8 августа — Янис Балодис (84) — генерал, главнокомандующий армией Латвии.
- 9 августа — Харамкул Турсункулов (73) — председатель колхоза «Звезда Востока» в Узбекской ССР.
- 11 августа — Александр Гегелло (74) — один из ведущих ленинградских советских архитекторов.
- 11 августа — Владимир Магар (65) — советский украинский актёр, театральный режиссёр, педагог.
- 11 августа — Антоний Урбшс (85) — католический прелат.
- 12 августа — Василий Бегма (71) — советский государственный и партийный деятель, 1-й секретарь Каменец-Подольского — Хмельницкого областного комитета КП(б) — КП Украины (1949—1959), генерал-майор.
- 12 августа — Михаил Червинский (54) — советский драматург, сценарист, журналист.
- 13 августа — Антон Вальтер (59) — советский физик-ядерщик, академик АН УССР.
- 17 августа — Гурген Оганджанян (63) — генерал-лейтенант Советской Армии, участник Гражданской и Великой Отечественной войн.
- 18 августа — Степан Садовский (63) — советский хозяйственный деятель.
- 22 августа — Иван Петухов (46) — Герой Советского Союза.
- 23 августа — Ефим Златин (52) — Герой Советского Союза.
- 25 августа — Дмитрий Аршинов — советский политический деятель, председатель Исполнительного комитета Черновицкого областного Совета (1963—1965).
- 27 августа — Ле Корбюзье (77) — французский архитектор швейцарского происхождения, создатель архитектуры интернационального стиля, художник и дизайнер.
- 27 августа — Александр Тодорский (70) — советский военный деятель.
- 27 августа — Полин Гарон (63) — американская актриса.
- 29 августа — Николай Борзов (73) — советский военачальник, генерал-лейтенант войск связи.
- 29 августа — Сергей Обручев (74) — советский геолог, член-корреспондент АН СССР.
- 29 августа — Гурбан Пиримов (75) — азербайджанский тарист, музыкант, народный артист Азербайджана.

## Сентябрь
- 1 сентября — Николай Барышев (42) — Герой Советского Союза.
- 2 сентября — Михаил Тихомиров (72) — советский историк.
- 4 сентября — Александр Полосухин (63) — советский физиолог, академик АН Казахской ССР.
- 4 сентября — Альберт Швейцер (90) — немецкий теолог и врач, лауреат Нобелевской премии мира (1952).
- 5 сентября — Кузьма Семенченко (69) — Герой Советского Союза.
- 7 сентября — Владимир Женченко — Герой Советского Союза.
- 12 сентября — Михаил Плугарёв (52) — Герой Советского Союза.
- 13 сентября — Григорий Белов (70) — актёр, народный артист СССР.
- 14 сентября — Муса Керимов (59) — советский азербайджанский агроном. Герой Социалистического Труда.
- 15 сентября — Степан Злобин (61) — русский советский писатель. Лауреат Сталинской премии первой степени.
- 16 сентября — Александр Аржавкин (56) — советский военачальник ВМФ СССР, контр-адмирал.
- 16 сентября — Фред Куимби (79) — американский анимационный продюсер, известный, прежде всего, благодаря мультсериалу «Том и Джерри», который принёс ему семь из восьми премий «Оскар».
- 17 сентября — Исраэль Гури (71) — израильский политический деятель, депутат кнессета от рабочей партии Мапай.
- 19 сентября — Харальд Бергстедт (88) — датский писатель.
- 19 сентября — Григорий Самхарадзе — Герой Советского Союза.
- 26 сентября — Марк Выгодский (66) — советский математик, доктор физико-математических наук.
- 26 сентября — Лев Пузанов (57) — советский военачальник. Участник Советско-финской и Великой Отечественной войн. Герой Советского Союза.
- 27 сентября — Борис Галицкий (51) — Герой Советского Союза.
- 27 сентября — Губерт Шардин (63) — германский баллистик, физик, инженер и преподаватель высшей школы.

## Октябрь
- 1 октября — Алиага Вахид (70) — азербайджанский поэт.
- 1 октября — Михаил Морозов — подполковник Советской Армии, участник Великой Отечественной войны, Герой Советского Союза.
- 1 октября — Андрей Фроленков (61) — участник Великой Отечественной войны, Герой Советского Союза.
- 5 октября — Иван Таранов (66) — участник Великой Отечественной войны, Герой Советского Союза.
- 6 октября — Том Кеннеди (80) — американский актёр кино и телевидения.
- 11 октября — Андрей Лобода (49) — Полный кавалер Ордена Славы.
- 12 октября — Альф Соммерфельт[норв.] (72) — норвежский лингвист, ректор Университета Осло (1957—1960).
- 14 октября — Шаджа Батыров (57) — советский партийный деятель.
- 15 октября — Липарит Исраелян (42) — участник Великой Отечественной войны, Герой Советского Союза гвардии старшина.
- 15 октября — Михаил Лакербай (64) — абхазский советский писатель.
- 15 октября — Абрахам Френкель (74) — израильский математик.
- 16 октября — Самуил Бубрик (66) — советский кинорежиссёр.
- 17 октября — Николай Мусатов (53) — участник Великой Отечественной войны, Герой Советского Союза.
- 20 октября — Александр Кондратьев (69) — генерал-лейтенант Советской Армии, участник Первой мировой, Гражданской и Великой Отечественной войн.
- 22 октября — Пауль Тиллих (79) — немецко-американский протестантский теолог и философ.
- 23 октября — Михаил Елсуков (62) — советский учёный в области кормопроизводства, агротехники, семеноводства и селекции однолетних кормовых трав.
- 23 октября — Василий Новиков (67) — Герой Советского Союза.
- 24 октября — Емельян Горбачёв (73) — советский государственный и партийный деятель, народный комиссар труда Украинской ССР (в 1920-х).
- 24 октября — Алексей Родионов (67) — Герой Советского Союза.
- 24 октября — Евгений Туренко (59) — Герой Советского Союза.
- 25 октября — Григорий Багян (43) — советский офицер, участник Великой Отечественной войны, Герой Советского Союза.
- 28 октября — Николай Мусинский (44) — Герой Советского Союза.
- 28 октября — Степан Ушаков (55) — Герой Советского Союза.
- 28 октября — Йонас Шимкус (59) — литовский поэт, писатель, литературный критик, переводчик.
- 29 октября — Николай Гудзий (78) — литературовед, историк литературы.
- 30 октября — Иван Педанюк — украинский советский деятель, журналист.
- 30 октября — Емельян Савченко (66) — генерал-майор.
- 30 октября — Александр Степанов (73) — русский советский писатель.
- 31 октября 
  - Ян Ковалевский (73) — польский шифровальщик, математик и лингвист, сумевший взломать советские и белогвардейские шифры во время советско-польской войны.
  - Дэн Буррос (27) — американский неонацист, совершивший суицид после публикации информации о его еврейском происхождении.

## Ноябрь
- 1 ноября — Генрихас Блазас (61) — литовский журналист и общественный деятель, политолог.
- 2 ноября — Сергей Петров (70) — советский актёр театра и кино.
- 2 ноября — Герберт Эватт (71) — австралийский политик, дипломатический и государственный деятель.
- 4 ноября — Николай Чуковский (61) — русский писатель, переводчик прозы и поэзии.
- 5 ноября — Евгений Урбанский (33) — советский актёр театра и кино, заслуженный артист РСФСР (1962); погиб на съёмках.
- 7 ноября — Фридрих Вильдганс (52) — австрийский кларнетист, композитор и музыкальный писатель.
- 7 ноября — Григорий Говзман (60) — директор Черниговской фабрике музыкальных инструментов, депутат Черниговского областного совета трудящихся, гвардии полковник.
- 11 ноября — Багаудин Зязиков (57) — ингушский советский писатель.
- 14 ноября — Дон Пауэлл (68) — американская писательница и драматург, автор многочисленных романов и рассказов
- 14 ноября — Семён Пидгайный (58) — украинский историк, археограф, писатель, общественно-политический деятель украинской диаспоры.
- 14 ноября — Леонид Серебренников (63) — советский военачальник, контр-адмирал.
- 14 ноября — Юрий Юрьев (68) — советский химик.
- 16 ноября — Уильям Косгрейв (85) — ирландский революционер и политик, с августа по декабрь 1922 года замещавший пост главы Временного правительства Южной Ирландии; первый премьер-министр независимой Ирландии.
- 16 ноября — Леопольд Теплицкий (75) — российский дирижёр и композитор.
- 18 ноября — Михаил Загородский (63) — полковник Советской Армии, участник Великой Отечественной войны, Герой Советского Союза.
- 18 ноября — Теймур Кулиев (76) — председатель Совета Министров Азербайджанской ССР (1937—1954)
- 19 ноября — Владимир Ермилов (61) — советский литературовед, критик.
- 21 ноября — Степан Булда — красноармеец Рабоче-крестьянской Красной Армии, участник Великой Отечественной войны, Герой Советского Союза.
- 23 ноября — Фрэнк Дебенхем (81) — географ, путешественник, исследователь Антарктики.
- 25 ноября — Анжелика Балабанова (87) — российская и итальянская социалистка.
- 25 ноября — Ефим Ершов (61) — Полный кавалер Ордена Славы.
- 26 ноября — Виктор Болятко (59) — советский военный деятель, генерал-полковник.
- 30 ноября — Аркадий Ерусалимский (64) — советский историк и публицист.
- 30 ноября — Николай Михайлов (62) — Герой Советского Союза.
- 30 ноября — Андрей Утин (66) — Герой Советского Союза.
- 30 ноября — Сергей Фильченков (50) — Герой Советского Союза.

## Декабрь
- 3 декабря — Соломон Никритин (67) — советский художник, теоретик искусства, представитель постфутуристического авангарда.
- 5 декабря — Джозеф Эрлангер (91) — американский физиолог, лауреат Нобелевской премии по физиологии и медицине (1944, совместно с Гербертом Гассером).
- 6 декабря — Иван Морозов (52) — Герой Советского Союза.
- 6 декабря — Артём Айдинов (18) — советский студент.
- 10 декабря — Генри Коуэлл (68) — американский композитор, пианист, музыкальный теоретик, педагог.
- 11 декабря — Суламифь Голдхабер (42) — специалистка по физике высоких энергий и молекулярной спектроскопии. Голдхабер была экспертом мирового уровня по взаимодействию K+—мезонов с нуклонами.
- 11 декабря — Степан Гризодубов (81) — русский лётчик, авиаконструктор.
- 12 декабря — Степан Коробов — Герой Советского Союза.
- 12 декабря — Виктор Савин (44) — Герой Советского Союза.
- 12 декабря — Отари Чечелашвили (41) — Герой Советского Союза.
- 15 декабря — Леонид Гроссман (77) — русский советский литературовед, писатель; доктор филологических наук, профессор.
- 16 декабря — Леонид Воскресенский (52) — советский учёный-испытатель ракетной техники, один из ближайших соратников С. П. Королёва, профессор, доктор технических наук.
- 16 декабря — Сомерсет Моэм (91) — выдающийся английский писатель.
- 18 декабря — Рахмиль Портной (56) — молдавский драматург и литературный критик.
- 19 декабря — Эмиль Кио (71) — советский артист цирка, иллюзионист.
- 19 декабря — Маврикий Слепнёв (69) — Герой Советского Союза.
- 22 декабря — Яков Зунделович (72) — советский литературовед.
- 24 декабря — Алексей Мишин (43) — Герой Советского Союза.
- 25 декабря — Макс Беленький (54) — советский фармаколог.
- 25 декабря — Александр Зайцев (54) — Герой Советского Союза.
- 25 декабря — Никита Чуваков (64) — Герой Советского Союза.
- 26 декабря — Анна Орочко (67) — советская актриса театра и кино, режиссёр и педагог. Народная артистка РСФСР (1947).
- 27 декабря — Фредерик Кислер (75) — австрийский, немецкий и американский театральный дизайнер, художник, теоретик и архитектор.

## Дата неизвестна или требует уточнения
- Юрий Геника (71—72) — советский кинорежиссёр, проректор ВГИКа (род. в 1893);
- Роман Пересветов (59—60) — русский советский писатель, журналист, литературовед, историк, архивист, популяризатор истории и палеографии, мастер научно-популярного жанра.